# Tamás Mendelényi
Tamás Mendelényi (Budapest, 2 de mayo de 1936-Várgesztes, 6 de septiembre de 1999) fue un deportista húngaro que compitió en esgrima, especialista en la modalidad de sable.
Participó en los Juegos Olímpicos de Roma 1960, obteniendo una medalla de oro en la prueba por equipos. Ganó siete medallas en el Campeonato Mundial de Esgrima entre los años 1957 y 1962.

## Palmarés internacional
| Juegos Olímpicos   | Juegos Olímpicos            | Juegos Olímpicos  | Juegos Olímpicos  |
| Año                | Lugar                       | Medalla           | Prueba            |
| ------------------ | --------------------------- | ----------------- | ----------------- |
| 1960               | Roma (Italia)               | Medalla de oro    | Sable por equipos |
| Campeonato Mundial |                             |                   |                   |
| Año                | Lugar                       | Medalla           | Prueba            |
| 1957               | París (Francia)             | Medalla de oro    | Sable por equipos |
| 1957               | París (Francia)             | Medalla de bronce | Sable individual  |
| 1958               | Filadelfia (Estados Unidos) | Medalla de oro    | Sable por equipos |
| 1959               | Budapest (Hungría)          | Medalla de plata  | Sable individual  |
| 1959               | Budapest (Hungría)          | Medalla de plata  | Sable por equipos |
| 1961               | Turín (Italia)              | Medalla de bronce | Sable por equipos |
| 1962               | Buenos Aires (Argentina)    | Medalla de plata  | Sable por equipos |